# Doba římská na území Česka
Doba římská se v české archeologii vymezuje lety od roku 50 či 30 př. n. l. až do roku 350 nebo 380 n. l., kdy bylo území Česka obýváno především germánskými kmeny. Počátek doby římské na českém území se shoduje s odchodem Keltů a s počátkem příchodu prvních Germánů. Za konec doby římské se někdy považuje 2. polovina 4. století, kdy začaly etnické pohyby, které jsou známé jako doba stěhování národů. Pro celé období doby římské je charakteristickým prvkem interakce, konflikty a vzájemné ovlivňování mezi germánskými kmeny na území Germánie a Římany na území římského impéria.
Po celé období doby římské na českém území převažovaly kmeny Markomanů, na Moravě společně s Kvády. V mladší době římské přišlo ze středního Polabí nové obyvatelstvo, které proniklo až na severní Moravu.

## Chronologické členění doby římské
Základní chronologické členění doby římské na českém území vychází z periodizace Hanse Jürgena Eggerse (1955) sestavené archeologicko-historickou metodou. Další čeští badatelé se chronologického členění dle Eggerse přidržovali a vychází z něj i členění pro území Čech navržené Vladimírem Salačem v syntéze doby římské v publikační řadě Archeologie pravěkých Čech (2008). Otázkou chronologie počátku doby římské v Čechách se zabýval Eduard Droberjar (1999, 2006). Pro území Moravy a Slezska je využíváno členění Jaroslava Tejrala.
- A	pozdní doba laténská 50/30 – 0
- B1 starší doba římská	0 – 50
- B2 starší doba římská	50 – 150
- C1 mladší doba římská	150 – 200
- C2 mladší doba římská	200 – 300
- C3 mladší doba římská	300 – 350

## Osídlení
Největší počet sídlišť pochází ze starších stupňů doby římské. Později, pravděpodobně v závislosti na odlivu obyvatelstva, se jejich počet snížil. Na Moravě je zjištěných sídlišť zřetelně menší počet, prozkoumané není žádné. Obytné objekty byly zahloubené. Přítomnost, množství a funkce obecně špatně zachytitelných nadzemních objektů tohoto období není známé. Dále se v rámci sídlišť zachytily zásobní jámy, hliníky, odpadní jímky a také studny (Ratenice na Nymbursku).

### Sídliště
V Čechách i na Moravě byly nalezeny téměř výlučně neopevněné osady v nížinách. Teprve na závěr doby římské se začínají využívat výšinné polohy. Osady většinou stály na mírných svazích obrácených k jihu nebo jihovýchodu, obvykle v blízkosti vodního toku; nezřídka v záplavových zónách, což ztěžuje jejich identifikaci i výzkum.

#### Polozemnice

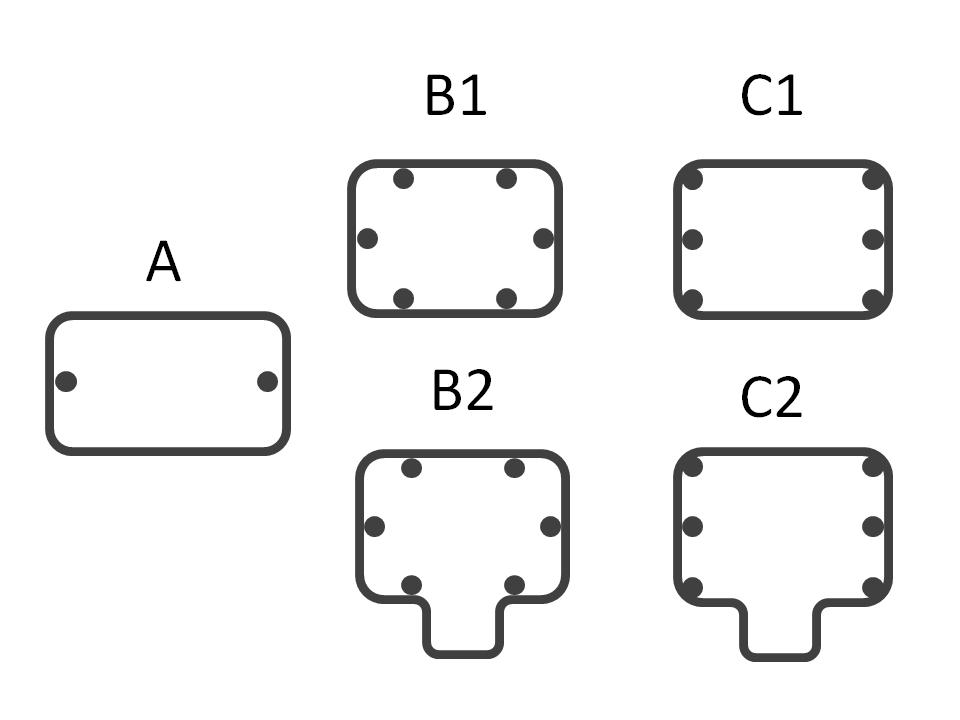
Hlavní typy chat v době římské. A - pozdní latén/časná doba římská, B - doba římská a doba stěhování národů, C - pozdní doba římská a doba stěhování národů, typy B2 a C2 se vstupní šíjí.

Častými objekty zaznamenávanými na sídlištích jsou zahloubené chaty obdélného půdorysu (zemnice a polozemnice). Pro většinu těchto objektů je typické šestiúhelníkové schéma rozmístění šesti kůlů, které podpíraly sedlovou střechu. Měly hliněné podlahy a typicky proutím vyplétané a hlínou omazané stěny, ačkoliv některé nálezy svědčí i o srubové konstrukci. U některých z těchto chat, častěji na Moravě, se vyskytuje výklenek v delších bočních stranách interpretovaný jako vstup. Chaty se šesti kůly převažují od stupně Ř-B1, ale existovaly i jiné varianty. Podlouhlé chaty se dvěma kůly u kratších stěn se vyskytují zejména ve stupni Ř-A a navazují na starší laténské nebo labskogermánské typy. Polozemnice bývají orientovány v ose V-Z nebo SZ-JV. Plocha zahloubených chat v Čechách a na Moravě je v průměru 14m2, což je téměř dvojnásobek oproti podobným objektům nalézaným v dolním Polabí. V chatách se jen zřídka nalézají otopná zařízení, dosud bylo nalezeno několik ohnišť vydlážděných kameny a v jednom případě velká pec zabírající 20% zahloubené plochy, která vylučuje obytné využití objektu. Další polozemnice sloužily plně železářské výrobě. Otázka do jaké míry byly polozemnice využívány k bydlení není dosud vyřešena. Proti obytnému účelu mluví absence otopných zařízení, pro naopak hovoří absence dokladů jiných nadzemních staveb. Mělčeji zahloubené kůlové stavby ale nemusely být při výzkumu vždy rozpoznány, nebo byly jejich doklady při skrývce povrchových vrstev zničeny. Variantou je, že některé polozemnice byly součástí větší částečně nadzemní stavby.

#### Domy
Jako domy jsou označované nezahloubené obdélné stavby kůlové konstrukce s větším počtem kůlů. Dělené jsou podélně i příčně, jsou jedno- až trojlodní. Dle poznatků ze sídlišť doby římské v Německu, zejména kulturně blízkém Durynsku, sloužily zároveň k bydlení i ustájení dobytka. V Čechách a na Moravě byly tyto objekty zaznamenány jen zřídka, lze však předpokládat, že byly daleko běžnější.

#### Pece
Často jsou součástí sídlišť pece různého určení. Jsou to zejména železářské pece, identifikované dle výskytu železářské strusky v jejich okolí. Patří k typu se zahloubenou nístějí (dno pece) a vyskytují se zvláště v zahloubených objektech, výjimečně samostatně. Některé z nalezených topenišť bývají považovány za pece k pálení vápna nebo k výrobě dřevěného uhlí či dehtu. Interpretace jiných topenišť jako chlebových a keramických pecí je nejistá.

#### Další objekty
Čtvercové stavby většinou se čtyřmi kůly v rozích jsou považovány za špýchary. Jejich plocha se pohybuje od 2 do 15 m2.
Objekty interpretované jako zásobní jámy jsou některými badateli uváděny, ale jejich výskyt není velký. Klasické hruškovité či kónické zásobní jámy určené na skladování obilí se zřejmě nevyskytují a obilí bylo pravděpodobně skladováno v nadzemních špýcharech.
Amorfní jámy vyskytující se na sídlištích jsou interpretovány v některých případech jako hliníky, většinou však jejich účel není znám.

## Pohřebiště
Typickým germánským způsobem nakládání s mrtvými na českém území je žárový ritus. Již od plaňanského horizontu začala vznikat rozsáhlá pohřebiště Stehelčeves, Dobřichov-Pičhora, Třebusice, Tišice, Lužec nad Vltavou, Opočno u Loun, Pňov, Přešťovice, Kostelec na Hané, která začala být zkoumána již v 19. století. Hroby byly jak popelnicové, tak jámové. Důležitým archeologickým pramenem se staly milodary, které byly do hrobu přiloženy k spáleným ostatkům mrtvého (často samy prošly žárem hranice, a jsou proto nalézány v neúplném či zdeformovaném stavu). Mohlo se jednat o zbraně, bronzové nádoby, keramiku, kovové spony opasků, které jsou důležitou chronologickou pomůckou a jsou důležitým indikátorem vztahů k ostatním kulturám, resp. k římskému impériu. Jsou důkazem přítomnosti importů.
Vedle těchto pohřebišť se vyskytují ve starší době římské osamoceně či v malých skupinkách i kostrové hroby lübsowského typu.
Vedle žárových hrobů se někdy v mladších stupních doby římské vyskytují tzv. vrstvové hroby (resp. rozptylové loučky), které jsou chápány jako projevy vlivu převorské kultury. Od poloviny 3. století se vlivem příchodu nového obyvatelstva z Polabí objevují i kostrové hroby, zpočátku ojediněle a s bohatou výbavou, později vznikají celá pohřebiště.

## Charakteristika chronologických stupňů

### Pozdní doba laténská/ časná doma římská LT D2B/ Ř A

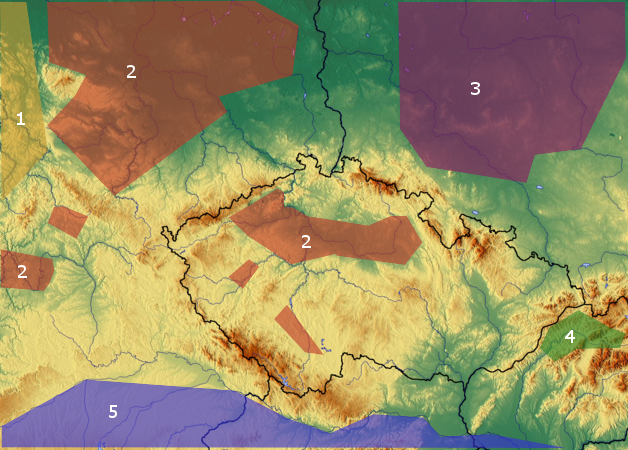
Čechy, Morava a okolí ve stupni LTD2/ŘA, počátek doby římské. 1- rýnsko-vezerští Germáni, 2 - polabští Germáni, 3 - przeworská kultura, 4 - půchovská kultura, 5 - pozdně laténská a římská kultura

Někdy v 2. polovině 1. století př. n. l. (spíše až od 30. let) začaly na Kelty obývané území pronikat první germánské skupiny, nositelé grossromstedtské kultury, pravděpodobně především z Durynska. V tomto období plaňanského horizontu se vytvořilo první stálé, i když relativně řídké germánské osídlení především ve středních, východních, severozápadních a jižních Čechách. Ojedinělé doklady pocházejí i ze západních Čech. V severních Čechách se v té době udržela ještě kulturně smíšená kobylská skupina. Na východní Moravě zasahovala na území Čech púchovská kultura a v omezené míře se šířila i převorská kultura. Na Moravě nejsou doklady souvislejšího germánského osídlení tohoto stupně, což může být stavem bádání, ale podstatné prořídnutí osídlení je patrné. Ohledně germánského osídlení Moravy této doby je příliš málo poznatků, než aby bylo možno dojít k seriózním závěrům.
Vzhledem k tomu, že se nová kultura rozšířila velmi rychle, a doklady mohutného opouštění sídlišť ve výchozích oblastech chybějí, předpokládá se, že migranti nebyli početní, ale původní laténské (keltské) obyvatelstvo přejalo jejich kulturu. Delší koexistence obou kultur se nepředpokládá, ve všech podstatných znacích, jako je způsob pohřbívání, struktura sídlišť či organizace a způsob výroby, došlo k rychlým změnám. Změnily se také kulturní vazby z jižních, převládajících v laténském období, na severní, které přetrvaly až do konce období stěhování národů. Přímý styk mezi Kelty a Germány ale dokládají jména některých řek a pohoří.

### Starší stupeň starší doby římské B1

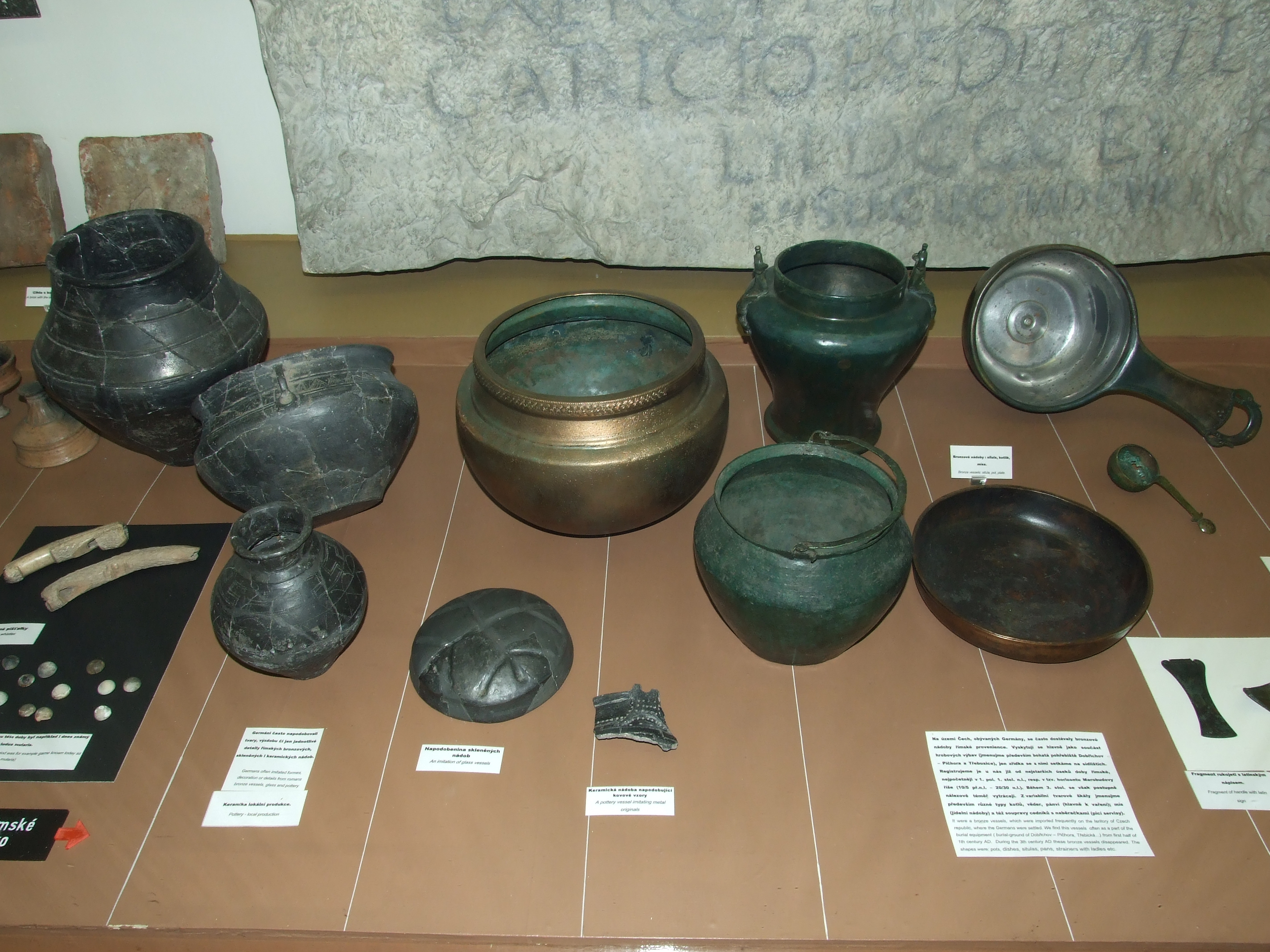
Importované nádoby římské provenience a jejich germánské napodobeniny ze starší doby římské

Krátce před přelomem letopočtu, uváděná data se pohybují mezi 9 př. n. l. a 1 př. n. l., na území Čech přišla nová a mnohem silnější migrační vlna, která je spojována s kmenem Markomanů. Jejich vůdce Marobud záhy vytvořil říši, nebo spíše kmenový svaz, zahrnující dle Strabóna také Lugie, Semnony, Hermundury a Langobardy, která zřejmě zasahovala kromě území Čech a Moravy také na sever směrem k Baltskému moři a na severozápad podél toku Labe. V tomto období vznikla velká a bohatá žárová pohřebiště Dobřichově-Pičhoře a v Třebusicích, kde se předpokládá, že jsou pohřbeni příslušníci Marobudovy družiny. Na Moravě se v této době vedle Markomanů usadili Kvádové.
Hmotná kultura se mezi stupni ŘA a ŘB proměňuje, mění se tvar i výzdoba nádob, jsou užívány jiné typy spon. Na sídlištích se v objevují nové typy chat se šesti kůly. Pravděpodobně se mění i sídlištní struktura, některá sídliště jsou opuštěna a na vznik nových lze usuzovat ze založení nových pohřebišť. Na starších pohřebištích vzrůstá počet pohřbených a vzrůstají také rozdíly mezi výbavami jednotlivých hrobů, což ukazuje na rostoucí sociální diferenciaci. Objevují se hroby kostrové. Na význam Čech v tomto období ukazuje mimořádně velká koncentrace importovaného římského zboží, zejména bronzových nádob, jejichž dovoz ale na závěr období prudce klesá.
Marobudova vláda trvala do roku 18, kdy byl svržen, donucen odejít do exilu v Ravenně a nahrazen Katvaldou, který byl záhy také vypuzen na římské území. Skupiny obyvatel, které odešly s oběma bývalými vládci nebyly vpuštěny na římské území a usadily se na jižní Moravě a jihozápadním Slovensku. Do stupně B1 spadá i horizont klasických spon s očky, kdy část populace odešla do Podunají do Vanniova království, stále ale zůstala funkční některá velká pohřebiště. Po zániku Marobudovy říše opouštěly germánské elity území Čech zřejmě postupně, jak dokládají některé později datované římské importy, přičemž se přesunuly na Moravu a jihozápadní Slovensko, kde po polovině 1. století narůstá počet bohatě vybavených hrobů a římských importů.

### Mladší stupeň starší doby římské B2
Po pádu Marobudovy říše se české území dostalo do určité izolace, což se projevilo jak zmenšeným množstvím importů, tak chudšími pohřby. Až v mladší fázi B2 je znovu zaznamenáno větší množství importů, v této době vzniká i významné pohřebiště v Lužci nad Vltavou. Na Moravě se až v této době vytvořila pevnější sídelní struktura s výraznějším zahuštěním v jižních oblastech.

### Starší stupeň mladší doby římské C1
Do tohoto stupně spadá tzv. horizont markomanských válek, kdy se část českého území opět dostalo do zorného pole římského politického zájmu. Především na jižní Moravě jsou z této doby doloženy významné archeologické lokality, v čele s římskou pevností u Mušova a několika dalších římských vojenských táborů. V této době byly silněji zachyceny vlivy z Polska, z oblasti převorské kultury i v Čechách.

### Střední stupeň mladší doby římské C2
V 1. polovině 3. století se dále projevují vlivy převorské kultury (např. na pohřebišti v Lužci nad Vltavou), vznikla i nová pohřebiště, např. v Dobřichově–Třebické, Plotišti nad Labem či Pňově. V tomto období patrně stoupal i význam východních kvádských oblastí v Pováží, v oblasti Čech a Moravy zůstávaly spíše na periférii. Na konci tohoto stupně ze středního Polabí přišlo nové obyvatelstvo hlavně do severozápadních Čech, dokladem tohoto byly nově založená žárová pohřebiště (např. v Opočně u Loun). Tyto skupiny se o něco později dostaly až na Moravu, kde je jejich výskyt zařazen do tzv. kostelecké skupiny. V 2. polovině 3. století se objevují prvé kostrové hroby, doloženy jsou především bohaté ženské hroby (Soběsuky, Prosmyky v Ústeckém kraji).

### Mladší stupeň mladší doby římské C3 (pozdní doba římská)
Na konci doby římské se dále pohřbívalo chudě na žárových pohřebištích, jen výjimečně se dnes nacházejí i milodary. Ve středních a severozápadních Čechách byly objevená kostrová pohřebiště vlivem průniků z labsko-germánského kulturního okruhu. Ze severu stále pronikaly vlivy pozdní převorské kultury. Na Moravě se na samém konci doby římské formoval tzv. zlechovský typ.

## Antičtí autoři, jejichž díla obsahují zmínky o Germánech
- Caesar
- Strabón
- Plinius starší
- Tacitus
- Cassius Dio
- Ammianus Marcellinus
- Prokopios z Kaisareie
- Priskos
- Paulus Diaconus